# 69e division d'infanterie (Allemagne)
Pour les articles homonymes, voir 69e division d'infanterie.
La  69e division d'infanterie (en allemand : 69. Infanterie-Division ou 69. ID) est une des divisions d'infanterie de l'armée allemande (Wehrmacht) durant la Seconde Guerre mondiale.

## Création
La 69. Infanterie-Division est formée le 26 août 1939 à Münster dans le Wehrkreis VI en tant qu'élément de la 2. Welle (2e vague de mobilisation).
Durant l'invasion de la Norvège, des éléments de cette division sont transportés par voie maritime et aérienne et prennent part à l'assaut aéroporté de l'aérodrome de Sola, ainsi que celui de Aalborg.
La division est détruite sur la rivière Instroutch en Prusse orientale; les survivants se rendent aux forces de l'armée Rouge lors de la chute de Königsberg le 10 avril 1945.

## Organisation

### Commandants
| Date                                 | Grade                  | Commandant     |
| ------------------------------------ | ---------------------- | -------------- |
| 26 août 1939 - 28 septembre 1941     | General der Artillerie | Hermann Tittel |
| 29 septembre 1941 - 1er février 1944 | Generalleutnant        | Bruno Ortner   |
| 1er février 1944 - 20 janvier 1945   | Generalleutnant        | Siegfried Rein |
| 20 janvier 1945 - 9 février 1945     | Oberst                 | Rudolf Grimme  |
| 9 février 1945 - 9 avril 1945        | Generalmajor           | Kaspar Völker  |

### Officiers d'opérations (Generalstabsoffiziere (Ia))
| Date                                  | Grade          | Commandant             |
| ------------------------------------- | -------------- | ---------------------- |
| 26 août 1939 - 16 juin 1940           | Major          | Werner Müller          |
| 16 juin 1940 - 20 août 1941           | Major          | Helmut Siemoneit       |
| 20 août 1941 - 1er septembre 1943     | Major          | Erich Vorwerck         |
| 1er septembre 1943 - 10 novembre 1944 | Oberstleutnant | Eberhard Henrici       |
| 10 novembre 1944 - ? 1945             | Major          | Horst Grüninger        |
| 26 février 1945 - Avril 1945          | Major          | Job von Witzleben (de) |

## Théâtres d'opérations
- Allemagne : Septembre 1939 - Avril 1940
- Norvège : Avril 1940 - Avril 1943
- Front de l'Est, secteur Nord : Avril 1943 - Septembre 1944
- Front de l'Est, secteur Centre : Septembre 1944 - Janvier 1945
- Province de Prusse-Orientale : Janvier 1945 - Avril 1945

## Ordres de bataille
1939
- Infanterie-Regiment 159
- Infanterie-Regiment 193
- Infanterie-Regiment 236
- Aufklärungs-Abteilung 169
- Artillerie-Regiment 169
  - I. Abteilung
  - II. Abteilung
  - III. Abteilung
  - IV. Abteilung
- Pionier-Bataillon 169
- Panzerabwehr-Abteilung 169
- Nachrichten-Abteilung 169
- Versorgungseinheiten 169

Avril 1940
- Infanterie-Regiment 159 (Oberst von Stolberg)
- Infanterie-Regiment 193 (Oberst von Beeren)
- Infanterie-Regiment 236 (Oberst Adlhoch)
- Aufklärungs-Abteilung 169
- Artillerie-Regiment 169 (Oberst Heinrich)
  - I. Abteilung
  - II. Abteilung
  - III. Abteilung
  - IV. Abteilung
- Pionier-Bataillon 169 (Kramer)
- Panzerabwehr-Abteilung 169 (Major Stenkhoff)
- Nachrichten-Abteilung 169
- Versorgungseinheiten 169

1942
- Grenadier-Regiment 159
- Grenadier-Regiment 193
- Grenadier-Regiment 236
- Radfahr-Abteilung 169
- Artillerie-Regiment 169
  - I. Abteilung
  - II. Abteilung
  - III. Abteilung
  - IV./Artillerie-Regiment 269
- Pionier-Bataillon 169
- Panzerjäger-Abteilung 169
- Nachrichten-Abteilung 169
- Versorgungseinheiten 169

1943-1945
- Grenadier-Regiment 157
- Grenadier-Regiment 159
- Grenadier-Regiment 236
- Füsilier-Bataillon 69
- Artillerie-Regiment 169
  - I. Abteilung
  - II. Abteilung
  - III. Abteilung
  - IV./Artillerie-Regiment 269
- Pionier-Bataillon 169
- Panzerjäger-Abteilung 169
- Nachrichten-Abteilung 169
- Feldersatz-Bataillon 169
- Versorgungseinheiten 169

## Décorations
Des membres de cette division ont été récompensés à titre personnel pour leurs faits de guerre:
- Agrafe de la liste d'honneur
  - 9
- Croix allemande
  - en Or : 30
- Croix de chevalier de la Croix de fer
  - 11